# Klutscharjow und Alimuschkin
Klutscharjow und Alimuschkin (russisch Ключарёв и Алимушкин / Klutscharjow i Alimuschkin) ist eine Erzählung des russischen Schriftstellers Wladimir Makanin aus dem Jahr 1977. Die Übertragung ins Deutsche von Alexander Kaempfe brachte der Neue Malik Verlag 1985 in Kiel heraus.

## Inhalt
Wladimir Makanin erzählt ein modernes Märchen über die Antipoden Klutscharjow und Alimuschkin – zwei gestandene Intellektuelle aus Moskau. Leider hat Pechvogel Alimuschkin, ein „fertigstudierter Ingenieur“, sowohl seine Fröhlichkeit als auch seine Lebenslust verloren. Denn er hatte Ärger im Büro und seine „sehr schöne Frau“, die Alimuschkina, hat den Bedauernswerten „unwiderruflich verlassen“. Mit ihm geht es abwärts. Nach einem Herzanfall wird er bettlägerig und die weinende Mutter muss zur Krankenpflege aus Rjasan geholt werden. Wladimir Makanin hat Alimuschkin mit keinem einzigen positiven Merkmal belegt. Er ist ein schwacher Schachspieler. Sein Freund Klutscharjow besiegt ihn mehrmals mühelos. Apropos Freund – Klutscharjow gibt sich lediglich als Freund aus. In Wirklichkeit hat Klutscharjows Ehefrau dem Gatten in den Ohren gelegen: Alimuschkin gehe es nicht gut. Klutscharjows Krankenbesuch sei erforderlich. Die Frau hat das mit der Krankheit von ihrer Freundin, mit der sie lange Telefonate führt.
Klutscharjow ist Mitarbeiter in einem wissenschaftlichen Institut. Wladimir Makanin nimmt an, der Protagonist Klutscharjow ist Mathematiker. Jedenfalls werden Klutscharjow und seine Familie vom Glück verfolgt. Glückspilz Klutscharjow begreift nicht, weshalb in dem Zusammenhang Alimuschkin solch ein Pech hat und erkundigt sich danach bei Gott. Der Allmächtige weicht aus: „Es ist einfach zuwenig Glück da.“ Klutscharjow, dieser Hans im Glück, kann es sich sogar leisten, seine Beförderung im Institut vorerst auszuschlagen. Allerdings lässt er sich gegen Ende der Erzählung vom Mitarbeiter zum Leiter küren. Als dem frischgebackenen Leiter die von der Ehefrau angemahnten Krankenbesuche bei „Freund“ Alimuschkin zu viel werden, nimmt er sich die Telefonpartnerin seiner Frau vor und beendet den Spuk. Die Telefoniererin mit dem dicken Hintern muss seiner Frau am Apparat Glauben machen, Alimuschkin sei nach Madagaskar geflogen.
Zwar erscheint der märchenhafte Stoff beinahe als banal, doch die Form hat es in sich. Zum Beispiel baut Wladimir Makanin eine Erwartungshaltung auf, die irgendeine Erfolglosigkeit Klutscharjows schließlich kaum zulässt. Mehr noch, als die Alimuschkina am Ende des schmalen Textes Klutscharjows Weisung befolgt – sich wieder einen Liebhaber anschafft – kann der aufmerksame Leser aus dem Dialog Klutscharjow-Alimuschkina entnehmen, nach dem Willen dieser sehr schönen Frau soll Klutscharjow der  zweite Galan sein. Dabei ist Klutscharjow nur promoviert, doch sein Nebenbuhler habilitiert.

## Deutschsprachige Ausgaben
- S. 7–42 in: Wladimir Makanin: Erzählungen (Klutscharjow und Alimuschkin. Der Fluß mit der reißenden Strömung (Река с быстрым течением[3]). Der Mann aus dem Gefolge). Übersetzt aus dem Russischen von Alexander Kaempfe. Neuer Malik Verlag, Kiel 1985. 189 Seiten, ISBN 3-89029-006-X
- S. 60–90 in: Wladimir Makanin: Der Ausreißer. Erzählungen. Aus dem Russischen von Harry Burck und Ingeborg Kolinko (Der Ausreißer. Klutscharjow und Alimuschkin. Der Fluß mit der reißenden Strömung. Der Antileader). Volk und Welt. Reihe Spektrum 221, Berlin 1987. 190 Seiten, ISBN 3-353-00125-5
- Wladimir Makanin: Klutscharjow und Alimuschkin, S. 20–52 in: Russische Erzählungen der Gegenwart. Herausgegeben von Bodo Zelinsky, Reclam, Stuttgart 1992, RUB 8829, ISBN 3-15-008829-1 (verwendete Ausgabe)